# Norsk buhund
Norsk buhund ("bu", norska: gård), är en norsk hundras av spetstyp. Bland de nordiska spetsarna räknas den till de vallande spetsarna. Traditionellt har den varit gårdshund och fårvallare. Tack vare sin korta och kompakta kropp, klarar den sig bra i svår terräng.

## Historia
Arkeologiska fynd av spetshundar i gravar från vikingatiden till exempel vid Gokstadsskeppet från 800-talet i Vestfold, har visat på likheter med dagens buhundar.
Som många lantraser höll buhunden på att försvinna med omdaningen av landsbygden. Ett restaureringsarbete började och 1925 hölls den första utställningen för rasen i Norge och året därpå skrevs den första rasstandarden. 1939 bildades den norska rasklubben. 1941 registrerades den första valpkullen i Sverige. Utöver i Norden är rasen populär i Storbritannien, där en rasklubb bildades 1967 följt av USA 1983.
I Sverige finns 2015 cirka 500 buhundar. Buhunden behöver rätt mycket motion och aktivering.

## Egenskaper
Buhunden är energisk, vaken, frimodig och har lätt för att lära. Den har ett vänligt sinnelag och är därför en utmärkt sällskapshund. Buhunden är ingen skarp vakthund, den ger skall för att varsla men hälsar sedan glatt på besökaren. Det är en allsidig hund som meriterat sig inom lydnadsprov, agility, som eftersökshund och servicehund. Den används även som jakthund på fågel, småvilt och t.o.m. som älghund. Rasen har få sjukdomar.

## Utseende
Om hundens färg är brungul kan den variera från helt ljus till rödgul, med eller utan svarta strån. Om den är svart ska den helst vara enfärgad, men vit bläs, bröstfläck, halsring och på vita fläckar på tassarna är tillåtet.
Öronen är upprätstående och högt ansatta. Svansen ska vara kraftig och ringlad uppe på ryggen. Mankhöjden är 43–47 cm för hanar och 41–45 cm för tikar. Vikten är cirka 14–18 kg för hanar och 12–18 kg för tikar.
Ett utmärkande drag för buhunden är att den kan ha dubbla sporrar på bakbenen.